# Abida polyodon
Abida polyodon es una especie de molusco gasterópodo pulmonado de la familia Chondrinidae.

## Distribución geográfica
Se distribuye por los Pirineos, la costa mediterránea desde el Ródano hasta Castellón y la isla de Menorca (España, Andorra y Francia).